# Elizabeth Killian
Elizabeth Killian (San Telmo, 13 de septiembre de 1939)  es una actriz y ex vedette argentina.

## Carrera
Mientras estaba contratada por Canal 13 hicieron una revista con producción de Artear donde debutó como vedette en el Teatro Avenida en la revista Avenida 70 junto a Dringue Farías, Pepe Biondi, Vicente Rubino y Joe Rigoli. Luego entró en el mundo de las fotonovelas donde formó parejas junto a populares actores de la época como Gastón Marchetto.
Posteriormente incursionó en el modelaje. Se destacó en cine por su refinada belleza y también en telenovelas, donde interpretó a varias villanas.

## Vida personal
Estuvo casada con Carlos Cores y es madre de la modelo Elizabeth Márquez.

## Cine
- Hermanitos del fin del mundo (2011)
- Galería del terror (1987)
- Mingo y Aníbal en la mansión embrujada (1986)
- Los fierecillos se divierten (1982)
- Juventud sin barreras (1979)
- El gordo de América (1976)
- Te necesito tanto, amor (1976) ...Lila
- Papá Corazón se quiere casar (1974)
- Los vampiros los prefieren gorditos (1974)
- Hay que romper la rutina (1974)
- La ruleta del diablo (1968)
- Asalto a la ciudad (1968)
- ¡Al diablo con este cura! (1967)
- La industria del matrimonio  (1965)
- Una excursión a los indios ranqueles (1965)
- Lindor Covas, el cimarrón (1963)
- Rata de puerto (1963)

## Televisión
| Año       | Título                                         | Personaje               | Notas                                   |
| --------- | ---------------------------------------------- | ----------------------- | --------------------------------------- |
| 1962      | Obras maestras del terror                      | Josefina                | Episodio: El muñeco maldito             |
| 1962      | Mañana puede ser verdad                        | Malvina                 | Episodio: H. Newman, doctor en medicina |
| 1962      | Mañana puede ser verdad                        | Fernanda                | Episodio: El Zorro y el bosque          |
| 1968      | Rafael Heredia, el gitano                      | Liliana                 | Protagonista                            |
| 1969      | Griselda, la gitana rubia                      | Griselda Figueroa       | Protagonista                            |
| 1970      | Tomasa, la de San Telmo                        | Tomasa Álvarez          | Protagonista                            |
| 1971      | Estación retiro                                | Roberta                 | Recurrente                              |
| 1971      | La luna sobre el circo                         | Renata                  | Antagonista                             |
| 1972      | Me llaman Gorrión                              | Evangelina              | Antagonista                             |
| 1973      | Teatro argentino                               | Juana                   | Episodio: Fuego en el rastrojo          |
| 1973      | Mi dulce enamorada                             | Nélida                  | Antagonista                             |
| 1975      | Teatro como en el teatro                       | Beatriz                 | Episodio: Las trampas de mi marido      |
| 1978      | Una promesa para todos                         | Dolores                 | Recurrente                              |
| 1978-1979 | Selenio... o el poder que ama                  | Rita                    | Protagonista                            |
| 1979      | Novia de vacaciones                            | Javiera                 | Antagonista                             |
| 1981      | Los especiales de ATC                          | Carlota                 | Episodio: ¿Quienés son mis padres?      |
| 1981      | El ciclo de Guillermo Bredeston y Nora Cárpena | Cecilia                 | Episodio: La nona de Barrilete          |
| 1981      | El ciclo de Guillermo Bredeston y Nora Cárpena | Cecilia                 | Episodio: Lady Barrilete                |
| 1981      | Quiero gritar tu nombre                        | Marilí                  | Elenco secundario                       |
| 1982      | Juan sin nombre                                | Beatriz de Urquiza      | Antagonista                             |
| 1982      | Después del final                              | Claudia Acevedo         | Recurrente                              |
| 1983      | Cara a cara                                    | Ingrid von Hebert       | Elenco especial                         |
| 1985      | No es un juego vivir                           | Alejandra               | Recurrente                              |
| 1986      | Venganza de mujer                              | Élida Castro            | Antagonista                             |
| 1987      | Grecia                                         | Rufina                  | Antagonista                             |
| 1990      | Amándote II                                    | María Julia             | Elenco secundario                       |
| 1990      | Una voz en el teléfono                         | Silvia Najera Elizondo  | Recurrente                              |
| 1992      | El precio del poder                            | Blanca Cáceres          | Invitada                                |
| 1993      | María Sol                                      | Antonia Balmaceda       | Elenco secundario                       |
| 1994      | Inconquistable corazón                         | Angélica Sandoval       | Elenco secundario                       |
| 1996      | Son cosas de novela                            | Teodora                 | Elenco especial                         |
| 1996      | El último verano                               | Carmen Ibáñez           | Elenco especial                         |
| 1997-1998 | Ricos y famosos                                | Martha de García Méndez | Recurrente                              |
| 1999-2000 | Cabecita                                       | Camila                  | Recurrente                              |
| 2006      | Doble venganza                                 | Antonia                 | Recurrente                              |